# 꽃가족
<꽃가족>은 이상신작가(글)와 국중록작가(그림)가 네이버에 매주 월요일과 수요일에 연재했던 웹툰이다.